# Maka Lahi
Maka Lahi, toponyme tongien signifiant en français « grande pierre », est un rocher des Tonga situé sur l'île de Tongatapu. Mesurant 14 mètres de longueur, 12 mètres de largeur et 6,7 mètres de hauteur pour une masse estimée à 1 300 tonnes, il aurait été transporté à son emplacement actuel à 200 mètres du rivage et à 40 mètres d'altitude par un tsunami d'une hauteur estimée à une cinquantaine de mètres de hauteur et survenu il y a 7 000 ans,,.